# Loch Lomond (whisky)
Loch Lomond – destylarnia Highland single malt whisky, znajdująca się w mieście Alexandria w Szkocji, w hrabstwie West Dunbartonshire, niedaleko jeziora Loch Lomond. Na południe od zakładu leży jedno z głównych szkockich miast – Glasgow.

## Destylarnia
Loch Lomond pozostał jednym z niewielu producentów niezależnym od wielkich koncernów. Osobliwością jest też fakt, że na terenie jednego zakładu produkowane są whisky słodowe, zbożowe i mieszane.

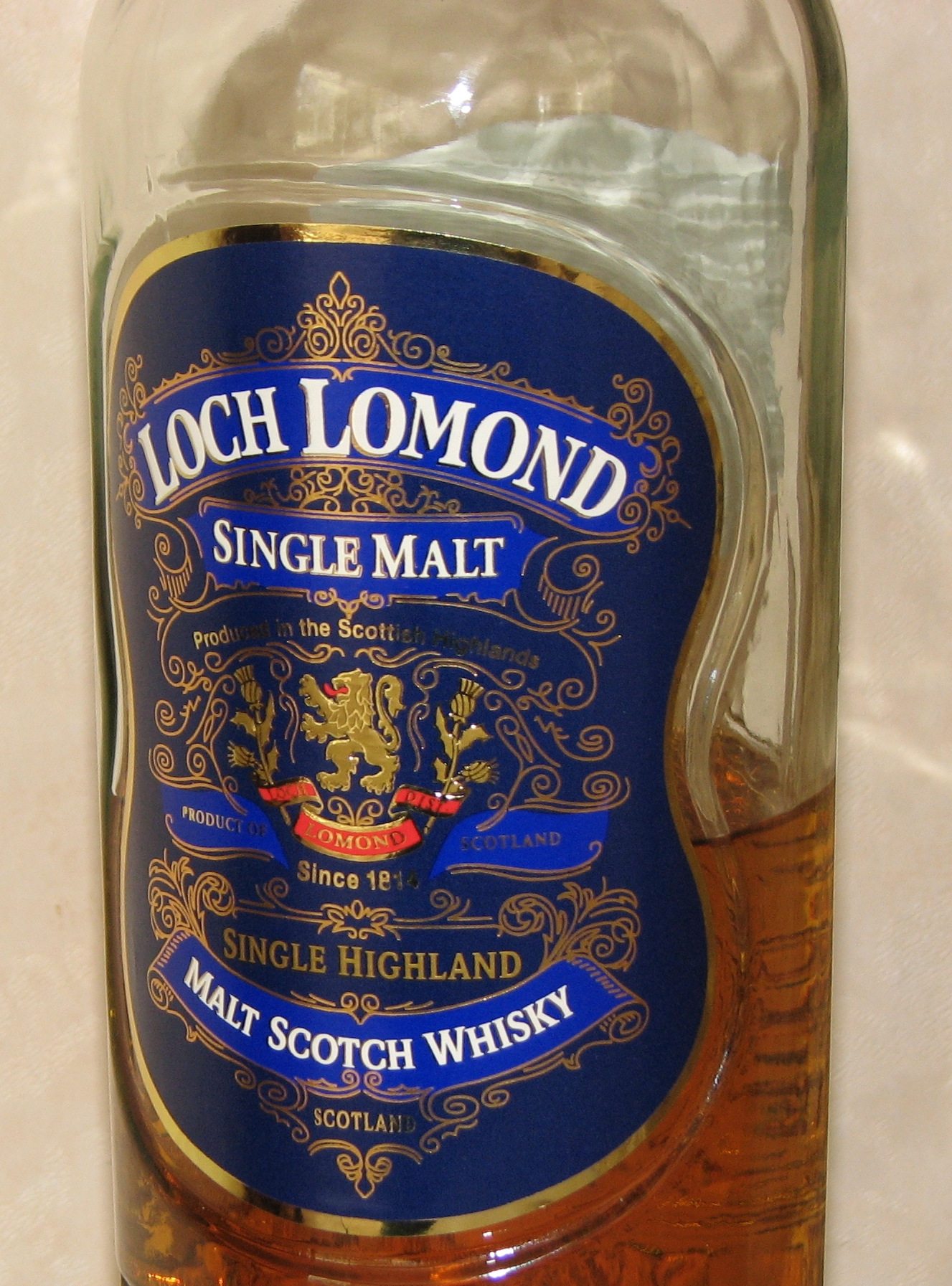
Butelka Loch Lomond